# غواداورتونا
بلدية وادي هُرتونة أو (نقحرة: غواداورتونا) (بالإسبانية: Guadahortuna) هي بلدية تقع في مقاطعة غرناطة التابعة لمنطقة الأندلس جنوب إسبانيا.

## الديموغرافيا
بلغ عدد سكان بلدية وادي هُرتونة 2.013 نسمة عام 2011 (وفقاً للمعهد الوطني الإسباني للإحصاء).
| 2.334 | 2.285 | 2.057 | 2.261 | 2.154 | 2.057 | 2.013 |

## أعلام
- خواكيم نافارو